# Anthony Hopwood
Anthony George Hopwood (* 18. Mai 1944 in Stoke-on-Trent; † 8. Mai 2010) war ein britischer Wissenschaftler (Accounting).

## Biografie
Nach dem Besuch der High School in Burslem, Staffordshire, studierte Hopwood Accountancy an der London School of Economics. 1965 ging er als Fulbright-Stipendiat an die University of Chicago, wo er schließlich auch promovierte. Von 1970 bis 1973 war er Dozent an der Manchester Business School. Danach zog es ihn jedoch zurück zu seinen Wurzeln, der London School of Economics, wo er 1985 zum Professor für „International Accounting and Financial Management“ berufen wurde. Diese Position füllte er aus, bis er 1995 dem Ruf der Saïd Business School der Universität Oxford folge. Dort war er 1999 bis 2006 Dekan.

## Wissenschaft
Hopwood forschte vor allem in der Schnittmenge zwischen Rechnungswesen und Verhaltenswissenschaften („behavioural accounting“). Zum Beispiel zeigte er wie Informationen aus dem Rechnungswesen zur Leistungsbeurteilung herangezogen werden und welche Auswirkungen (Stress, Beziehung zum Vorgesetzten und Kollegen) das hat. Durch seine Arbeit auf diesem Gebiet wurde er 1976 der erste Chefredakteur der renommierten Fachzeitschrift Accounting, Organisations and Society, eine Position, die er bis 2009 ausfüllte.

## Auszeichnungen
- 1998 „Distinguished Academic of the Year“ der British Accounting Association.
- 2001 und 2008 „Lifetime Achievement Award“ der American Accounting Association.
- 2005 „Leadership award“ der European Accounting Association
- 2006 „Presidential Scholar“ der American Accounting Association.
- 2008 Aufnahme in die Accounting Hall of Fame

## Persönliches
Hopwood war verheiratet und hatte zwei Söhne.